# Julius von Dörnberg
Julius Karl Freiherr von Dörnberg (* 25. Januar 1837 in Siegen; † 11. März 1922 in Kassel) war ein deutscher Jurist und preußischer Verwaltungsbeamter, der seine Karriere als Landrat des Kreises Kassel beschloss.

## Leben

### Herkunft und Familie
Julius von Dörnberg entstammte dem Geschlecht der Freiherren von Dörnberg, das zum evangelischen hessischen Uradel gehörte. Von 1732 an hatten Mitglieder der Familie von Dörnberg das Hofamt des Erbküchenmeisters (Erbhofmeisters) der Landgrafschaft Hessen-Kassel inne.
Er war der Sohn des Oberforstmeisters Karl von Dörnberg (1796–1873) und dessen Ehefrau Emma von Dörnberg geb. von Rohr (1802–1877). Seine Brüder Ferdinand (1833–1902) und Hermann (1828–1893) waren beide Generalleutnants, Heinrich (1831–1905) Historienmaler, Albert (1824–1915) Landrat des Kreises Siegen.
Julius von Dörnberg heiratete am 19. April 1876 in Hannover Adelheid von Linsingen (1846–1920), einer Tochter von Wilhelm von Linsingen und Marie von Linsingen geb. von Berlepsch. Das Paar hatte folgende Kinder:
- Margarete (* 1877) ⚭ 1898 Wilhelm von Baumbach
- Hans (* 1878) ⚭ 1911 Emmy von Hampeln (* 1887)
- Freya (* 1879) ⚭ 1900 Manno Schenck
- Emma (* 1882) ⚭ 1906 Lothar von Hake
- Marie (* 1883) ⚭ 1904 Hermann von Santen

### Wirken
Nach dem Abitur am Gymnasium Arnsberg studierte er an der Ruprecht-Karls-Universität Heidelberg und der Friedrich-Wilhelms-Universität Berlin Rechtswissenschaften. Beim Kreisgericht Berlin legte er am 15. April 1859 sein erstes juristisches Staatsexamen ab, wo er auch als Auskultator vereidigt wurde. Nach dem juristischen Referendarexamen und der Ernennung zum Gerichtsreferendar schied er im März 1861 aus dem Justizdienst aus, um in die Landesverwaltung zu wechseln. Bei der Bezirksregierung Arnsberg war er als Regierungsreferendar tätig und erhielt eine Anstellung als kommissarischer Verwalter der Stelle des Bürgermeisters in Menden. Auch bei der Bezirksregierung Magdeburg war er tätig, bevor er 1865 sein zweites juristisches Staatsexamen absolvierte. Als Regierungsassessor war er zunächst beim Statistischen Büro in Berlin beschäftigt. Er hatte die Leitung verschiedener Amtsverwaltungen inne, bis er am 23. November 1881 zum Landrat des Landkreises Kassel ernannt wurde. In diesem Amt blieb er bis zu seiner Versetzung in den Ruhestand am 24. September 1907.